# Murinsel (Scheifling)
Die Murinsel ist eine ungefähr 11.588 Quadratmeter große unbewohnte Insel im steirischen Teil der Mur, die im Bereich der ehemaligen Gemeinde Sankt Lorenzen bei Scheifling in Scheifling liegt. Die Insel befindet sich in der Mündung des Wölzerbachs in die Mur. Auf der Insel dominiert eine Weidenau mit eingestreuten Beständen von Grau-Erlen und Stauden.